# Alphonse Legros
Alphonse Legros fue un escultor, grabador y pintor francés naturalizado británico, nacido el 8 de mayo de 1837 en Dijon y fallecido el 8 de diciembre de 1911 en Watford, cerca de Londres. Es uno de los personajes del cuadro Homenaje a Delacroix, que Henri Fantin-Latour pintó en 1864.